# Saint-Jean-Roure
 Saint-Jean-Roure  là một xã ở tỉnh Ardèche, vùng Auvergne-Rhône-Alpes ở đông nam nước Pháp.